# Abbaye (association)
Pour les articles homonymes, voir Abbaye.
En Suisse, plus particulièrement dans les cantons de Vaud et Neuchâtel, une abbaye est une association de tir sportif, par extension une fête de tir ou une fête de village organisée par une société de tir.

## Historique

### Vaud
La plupart des abbayes datent de la période de la domination bernoise du canton de Vaud, domination qui se termine le 24 janvier 1798. Elles avaient pour but de maintenir dans les villages un contingent de citoyens soldats bien préparés au combat et au maniement des armes.
Les plus anciennes abbayes remontent à la période des Comtes de Savoie au XIVe siècle. La plus ancienne du canton de Vaud est la milice bourgeoise de Grandcour fondée en 1381 alors que la plus jeune Confrérie des Fusiliers de la Truite de Vallorbe l'a été en 2005.
La fête du Tirage est la plus grande abbaye du canton de Vaud,,. Fondée en 1736, elle est organisée le troisième dimanche d'août par la société des tireurs à la cible de Payerne ainsi que la société de Jeunesse. Elle se déroule sur trois jours, mêlant des activités de tir et des attractions foraines,.
Une fois l'an, la fédération vaudoise, créée en 1942, organisait à Corbeyrier un tir appelé Tir d'Aï réunissant toutes les abbayes de tir aux armes à feu.
Il existe aussi des abbayes de tir à l'arc, telles que celles de Lausanne et de Morges.

## Autres cantons ayant des sociétés de même type

### Canton du Valais
La fédération des vieilles cibles est une société de tir valaisanne.